# Дойхір Дулкамал
Дойхір Дулкамал (англ. Dhoihir Dhoulkamal; Анжуан, Коморські Острови) — коморський політик та дипломат. Міністр закордонних справ і міжнародного співробітництва Коморських Островів та з питань діаспори (з 2020).

## Життєпис
Коморський політик родом з острова Анжуан, Коморські Острови. З 2011 по 2012 рік був генеральним секретарем Анжуана, а потім спеціальним радником губернатора Анжуана до 2013 року, згодом уповноважений з фінансів виконавчої влади в Анжуані до 2015 року, потім депутат національної асамблеї, віцепрезидент Національної Асамблеї, член фінансової комісії.
з 28 вересня 2020 року обіймає посаду міністра закордонних справ і міжнародного співробітництва Коморських Островів та з питань діаспори. 13 травня 2023 року вперше зустрівся з міністром закордонних справ України Дмитром Кулебою та обговорив перспективи двостороннього співробітництва й посилення співпраці України з Африканським Союзом під час головування Коморських Островів у цьому союзі.
У березні 2025 року судова система французького регіону Індійського океану оголосила на нього міжнародний розшук за шахрайство з соціальною допомогою у Франції.